# Varietà iperbolica
In geometria, una varietà iperbolica è una varietà riemanniana avente curvatura sezionale ovunque -1. Se la varietà è completa, questa ha come rivestimento universale lo spazio iperbolico {\displaystyle \mathbb {H} ^{n}}.
Esempi di varietà iperboliche sono le superfici aventi caratteristica di Eulero negativa (dotate di un tensore metrico opportuno). Anche molte 3-varietà sono varietà iperboliche.

## Definizione
Una varietà iperbolica è una varietà riemanniana avente curvatura sezionale ovunque -1, indipendentemente dal punto e dal piano su cui è calcolata la curvatura.

## Varietà iperboliche complete
Ogni varietà iperbolica completa ha come rivestimento universale lo spazio iperbolico {\displaystyle \mathbb {H} ^{n}}, ed è quindi ottenuta da questo come spazio quoziente tramite l'azione di un gruppo {\displaystyle G} di isometrie.
Tale azione deve essere libera e propriamente discontinua. Equivalentemente, il gruppo {\displaystyle G} è un sottogruppo discreto e privo di elementi di torsione del gruppo di isometrie di {\displaystyle \mathbb {H} ^{n}} (quest'ultimo ha una topologia naturale).

## Superfici iperboliche
Per il teorema di classificazione delle superfici, una superficie orientabile compatta e senza bordo è determinata dal suo genere {\displaystyle g}.
Su una superficie di genere {\displaystyle g} esiste un tensore metrico che definisce una varietà iperbolica se e solo se {\displaystyle g>1}. La caratteristica di Eulero è data da {\displaystyle \chi =2-2g}, e quindi questa condizione equivale alla richiesta che {\displaystyle \chi <0}.
Una superficie di genere maggiore di uno ammette una infinità di strutture iperboliche differenti: queste formano uno spazio, detto spazio di Teichmüller.

## Dimensioni maggiori
Dagli studi di William Thurston intorno al 1978 è emerso che una buona parte delle 3-varietà ammette una struttura di varietà iperbolica.
Per le varietà iperboliche compatte di dimensione maggiore di due non esiste un analogo dello spazio di Teichmüller: per il teorema di rigidità di Mostow ogni tale varietà ha infatti un'unica struttura iperbolica.